# Víctor Miranda Valenzuela
Víctor Arturo Miranda Valenzuela fue un abogado y político peruano. Fue alcalde provincial de Abancay entre 1964 y 1966 y diputado constituyente en la Asamblea Constituyente de 1978. Además fue fundador del Colegio de Abogados del departamento de Apurímac y su primer decano.

## Biografía
Nació en el distrito de Pichirhua, provincia de Abancay, departamento de Apurímac. Gradudado de abogado, en 1963 fundó el Ilustre Colegio de Abogados de Apurímac del que se convirtió en su primer decano en 1963 y 1964. En las elecciones de 1963 fue elegido alcalde provincial de Abancay con el 50.592% de los votos y desempeñó el cargo entre 1964 y 1966 como parte de la Coalición APRA-UNO.
En 1978, al final del Gobierno Revolucionario de las Fuerzas Armadas, Miranda postuló como candidato del Partido Aprista a una diputación en la Asamblea Constituyente convocada para ese año obteniendo la representación con 2,585 votos preferenciales. En las elecciones generales de 1980 pretendió la elección como diputado de la República sin éxito. Finalmente, en las elecciones de 1993, se presentó como candidato aprista a la alcaldía provincial de Huancayo quedando en sexto lugar.
Falleció en Huancayo el año 2003.